# Campeonato de Australia 1933
Lista de los campeones del Abierto de Australia de 1933:

## Individual masculino
Jack Crawford (AUS) d. Keith Gledhill (USA),  2–6, 7–5, 6–3, 6–2

## Individual femenino
Joan Hartigan Bathurst (AUS) d. Coral McInnes Buttsworth (AUS), 6–4, 6–3

## Dobles masculino
Keith Gledhill (AUS)/Ellsworth Vines (USA)

## Dobles femenino
Margaret Molesworth (AUS)/Emily Hood Westacott (AUS)

## Dobles mixto
Marjorie Cox Crawford (AUS)/Jack Crawford (AUS)
| Predecesor: 1932                                       | Abierto de Australia 1933 | Sucesor: 1934                         |
| Predecesor: Campeonato nacional de Estados Unidos 1932 | Grand Slam 1933           | Sucesor: Torneo de Roland Garros 1933 |

- Datos: Q2714601